# Ángelo Reyes
Ángelo Luis Reyes Canales (New York, 18 settembre 1981) è un ex cestista portoricano.

## Carriera
Con Porto Rico ha disputato i Campionati mondiali del 2006 e due edizioni dei Campionati americani (2007, 2009).

## Palmarès
- Miglior rimbalzista PBL (2010)